# جیمز کرافتس
جیمز کرافتس (انگلیسی: James Crafts؛ زاده ۸ مارس ۱۸۳۹ درگذشته ۲۰ ژوئن ۱۹۱۷) یک شیمی‌دان اهل ایالات متحده آمریکا بود.